# Storia dell'Islanda

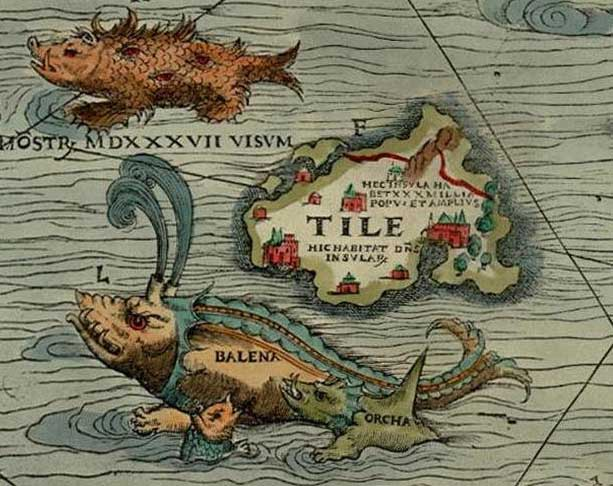
Thule indicata come Tile sulla Carta marina di Olao Magno.

L'Islanda è, in termini geologici, un'isola giovane. Iniziò a formarsi circa 20 milioni di anni fa a causa di una serie di eruzioni vulcaniche sulla dorsale medio atlantica. La roccia più antica trovata in Islanda ha un'età di 16 milioni di anni. Il punto caldo dell'Islanda è in parte responsabile della formazione e della sopravvivenza dell'isola. Il significato di Islanda è terra dei ghiacci (dall'Islandese Ísland).
L'Islanda rimase per molto tempo una delle più grandi isole del mondo non abitate dall'uomo. Si è pensato che la terra chiamata Thule dal mercante greco Pitea fosse l'Islanda, ma l'Islanda sembra molto differente da Thule, che Pitea descrive come un paese agricolo con latte, miele e frutti. Monete romane coniate nel III secolo d.C. sono state trovate in Islanda, ma non si sa se vi furono portate in quell'epoca o più tardi da colonizzatori vichinghi, essendo rimaste in circolazione per secoli.
Esistono alcune prove letterarie che i monaci irlandesi si erano insediati in Islanda prima dell'arrivo dei normanni. Comunque, non esistono prove archeologiche a sostegno di tali insediamenti. Lo studioso del XII secolo Ari Þorgilsson scrisse nel suo libro, Íslendingabók, che piccole campane, corrispondenti a quelle usate dai monaci irlandesi, vennero trovate dai colonizzatori. Nessuno di questi manufatti è stato comunque scoperto dagli archeologi. All'epoca in cui fu scritto il Landnámabók (Libro della colonizzazione) (all'inizio del XII secolo) alcuni islandesi sostenevano di discendere dal re irlandese Kjarvalr Írakonungr! 

## Prove della presenza romana

Animazione riguardo alla cronologia dei ritrovamenti di monete romane in Islanda

All'inizio del XX secolo il ritrovamento di tre monete romane, per la precisione tre Antoniniani di rame, nella contea di Suður-Múlasýsla nell'estremo oriente islandese destò un certo scalpore. La prima fu rinvenuta nel 1905 nella fattoria di Bragðavellir vicino al fiordo di Hamarsfjörð, la seconda fu ritrovata nel 1923 a Hvaldalur (distante circa 35 km dal luogo del primo rinvenimento) e la terza fu recuperata anch'essa a Bragðavellir nel 1933. Questi tre reperti presumibilmente risalgono a tre periodi della storia romana contigui fra loro: il regno degli imperatori Probo (276-282 d.C.), Diocleziano (284-305 d.C.) e Aureliano (270-275 d.C.).
A fronte di questi importanti rinvenimenti non collegati con ritrovamenti archeologici del genere nella zona gli studiosi si videro costretti a elaborare molte supposizioni ed ipotesi. Tra costoro l'archeologo Kristján Eldjárn, allora massimo esperto antiquario islandese, direttore del Museo Nazionale d'Islanda e futuro presidente della repubblica islandese, dopo aver esaminato molte possibili spiegazioni, nel suo saggio Fund af romerske mønter på Island (1949) giunse alla conclusione che la teoria più plausibile fosse che le monete siano state trasportate da un'unica imbarcazione romana che sarebbe andata alla deriva dopo una tempesta particolarmente violenta. Le asserzioni di Eldjárn furono sostenute dal norvegese Haakon Shetelig in un suo articolo del 1949.

Altre ipotesi come l'importazione da parte dei coloni vichinghi, a parere di Eldjárn, sarebbero infondate o addirittura impensabili perché non spiegherebbero il numero così contenuto di ritrovamenti.
Questi furono solo i primi di molti scavi archeologici che negli anni successivi avrebbero portato alla luce altre tre monete: un Antoniniano datato 275-276 (Regno di Tacito) molto ben conservato ritrovato nel 1966 a Hvítárholt e due Dupondi piuttosto rovinati scoperti (il primo) nel 1991 nell'arcipelago delle isole Vestmann risalente forse al periodo dell'imperatore Filippo l'Arabo (244-249), (il secondo) nel 1993 durante uno scavo condotto sulla collina di Arnarhóll probabilmente coniato tra il 260 e il 290.
Le monete sono custodite al Museo nazionale d'Islanda.

## Epoca della colonizzazione (874-930)

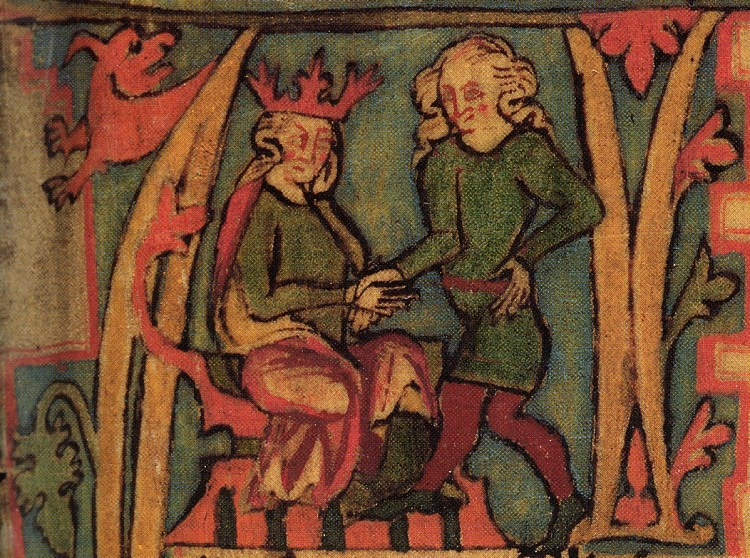
Harald il Biondo riceve il regno di Norvegia dal padre

Secondo il Landnámabók, l'Islanda venne scoperta dal navigatore scandinavo Naddoddr, che stava viaggiando dalla Norvegia alle Isole Fær Øer, ma si perse e venne spinto verso la costa orientale dell'Islanda. Naddoddr chiamò questa terra Snæland (Terra della neve). Anche il navigatore svedese Garðar Svavarsson finì accidentalmente sulla costa islandese. Egli scoprì che si trattava di un'isola e la chiamò Garðarshólmi (letteralmente Isola di Garðar) e vi passò l'inverno a Húsavík. Il primo scandinavo che navigò deliberatamente verso Garðarshólmi fu Flóki Vilgerðarson, noto anche come Hrafna-Flóki (Corvo-Flóki). Flóki restò per un inverno a Barðaströnd. Fu un inverno freddo, e quando egli individuò dei ghiacci alla deriva nei fiordi diede all'isola il nome attuale, Ísland (Terra dei ghiacci).
Il primo colono permanente in Islanda è solitamente considerato essere un capo tribù norvegese chiamato Ingólfur Arnarson. Secondo la storia, mentre si avvicinava, egli gettò fuori bordo i due sostegni lignei del suo seggio, giurando di insediarsi nel punto in cui questi sarebbero giunti a riva. Egli quindi navigò lungo la costa fino a quando non li trovò nella penisola sudoccidentale oggi nota come Reykjanesskagi. Si insediò con la sua famiglia attorno all'874, in un luogo che chiamò Reykjavík (Baia dei fumi) a causa dei vapori geotermici che sbucavano dalla terra. Proprio questo luogo sarebbe poi diventato la capitale e la più grande città della moderna Islanda. Viene comunque riconosciuto che Ingólfur Arnarson potrebbe non essere stato il primo a insediarsi permanentemente in Islanda — potrebbe essere stato Náttfari, uno schiavo di Garðar Svavarsson che rimase sull'isola quando il suo padrone fece ritorno in Scandinavia.
Va notato che tutte le informazioni sopra riportate provengono dal Landnámabók (Libro della colonizzazione), un libro che gli storici islandesi in gran parte evitano di usare come fonte, a causa di molte incoerenze, ma che viene considerato per molti aspetti una fonte storica primaria. Ad ogni modo, i ritrovamenti archeologici a Reykjavík sembrano confermare le date riportate: esisteva un insediamento a Reykjavík attorno all'870.
Ingólfur venne seguito da molti altri capi tribù norvegesi, dalle loro famiglie e dai loro schiavi, che colonizzarono tutte le aree abitabili dell'isola nei decenni successivi. Queste persone erano prevalentemente di origine norvegese, irlandese e scozzese. Irlandesi e scozzesi erano principalmente schiavi e servi dei capi normanni, secondo le saghe islandesi, il Landnámabók e altri documenti. Una spiegazione comune di questo esodo dalla Norvegia è che la gente sfuggiva alla dura legge del re norvegese Haraldur Harfagri (Harald il Biondo), che si ritiene abbia unito alcune parti della moderna Norvegia durante questo periodo. Si ritiene anche che in questo periodo, i fiordi occidentali della Norvegia fossero semplicemente sovraffollati. La colonizzazione dell'Islanda è accuratamente registrata nel summenzionato Landnámabók, anche se va ricordato che il libro venne redatto all'inizio del XII secolo, quando erano passati almeno 200 anni dall'epoca della colonizzazione. L'Íslendingabók di Ari Þorgilsson viene generalmente considerato più affidabile come fonte ed è probabilmente un po' più antico, ma molto meno dettagliato. In esso si dice che l'Islanda venne colonizzata completamente nel giro di 60 anni, il che probabilmente significa che tutto il territorio venne reclamato dai vari coloni.

## Stato libero d'Islanda (Þjóðveldisöld) (930-1262)

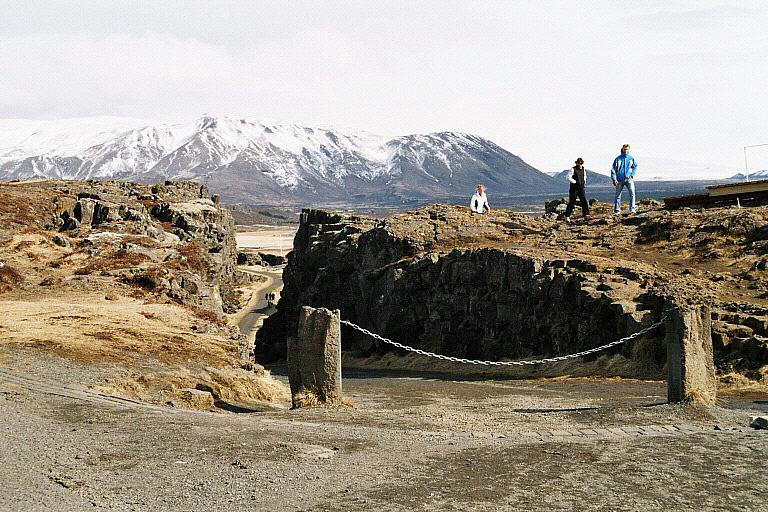
Þingvellir, sede dell'Althing

Nel 930, i capi al governo istituirono un'assemblea chiamata Althing (In islandese: Alþingi). Il parlamento si riuniva ogni estate a Þingvellir, dove i capi tribù più rappresentativi (Goðorðsmenn o Goðar) emendavano le leggi, appianavano le dispute e nominavano giurie per giudicare le cause legali. Le leggi non venivano scritte, ma memorizzate da un "lögsögumaður" eletto (un portavoce della legge). L'Alþingi viene talvolta indicato come il più antico parlamento ancora esistente. È importante notare che non esisteva un potere esecutivo centrale, e quindi le leggi venivano fatte rispettare solo dalla popolazione. Un tale ambiente era propizio a generare faide di sangue, che fornirono materiale in abbondanza agli scrittori delle saghe.
In questo periodo l'Islanda godette di un periodo di crescita ininterrotta. Eric il Rosso ed il figlio Leif Ericsson crearono rispettivamente insediamenti in Groenlandia sud-occidentale e a Terranova. Le saghe vichinghe quali Eiríks saga Rauða e Grænlendinga saga, che narrano le imprese dei coloni, sono state confermate da ritrovamenti archeologici.
I colonizzatori dell'Islanda erano prevalentemente pagani e adoravano, tra gli altri, Odino, Thor e Freyja — ma nel X secolo iniziarono le conversioni al Cristianesimo. Con l'avvicinarsi della fine del millennio molti importanti islandesi avevano accettato la nuova fede. Nell'anno 1000, poiché sembrava possibile una guerra civile tra gruppi religiosi, l'Alþingi nominò uno dei capi tribù, Þorgeirr Ljósvetningagoði, per decidere la questione religiosa mediante arbitraggio. Egli decise che la nazione si doveva convertire interamente al cristianesimo — ma ai pagani venne consentito di professare la loro fede in segreto. Il primo vescovo islandese, Ísleifr Gizurarson, venne consacrato dal vescovo Adalberto di Brema nel 1056.

## Guerra civile e fine dell'autonomia
Con il passare dell'XI e XII secolo, la centralizzazione del potere aveva logorato le istituzioni dello stato. L'autorità dell'Althing, espressione dell'indipendenza degli agricoltori e dei capi tribù locali, era sempre meno effettiva, mentre cresceva il potere di un gruppo di famiglie e dei loro capi. Il periodo che va all'incirca dal 1200 al 1262 è generalmente noto come Sturlungaöld (l'epoca degli Sturlungar). Il nome fa riferimento a Sturla Þórðarson e ai suoi figli: Þórður, Sighvatur e Snorri. Essi furono uno dei due clan principali che lottarono per il controllo dell'Islanda, provocando devastazione in un territorio composto prevalentemente da contadini, che non potevano permettersi di stare lontano dalle loro fattorie per viaggiare attraverso l'isola, combattendo per la causa dei loro capi. Nel 1220 Snorri Sturluson divenne un vassallo di Haakon IV di Norvegia, e successivamente anche suo nipote Sturla Sighvatsson divenne vassallo nel 1235. Sturla usò il potere e l'influenza della famiglia Sturlungar per fare guerra agli altri clan islandesi.
L'Islanda rimase indipendente fino al 1262, fine dell'Epoca degli Sturlungar, quando entrò in un trattato, il Gamli sáttmáli (Vecchio Patto), che stabiliva un'unione con la monarchia norvegese.

## L'Islanda come vassallo norvegese e danese

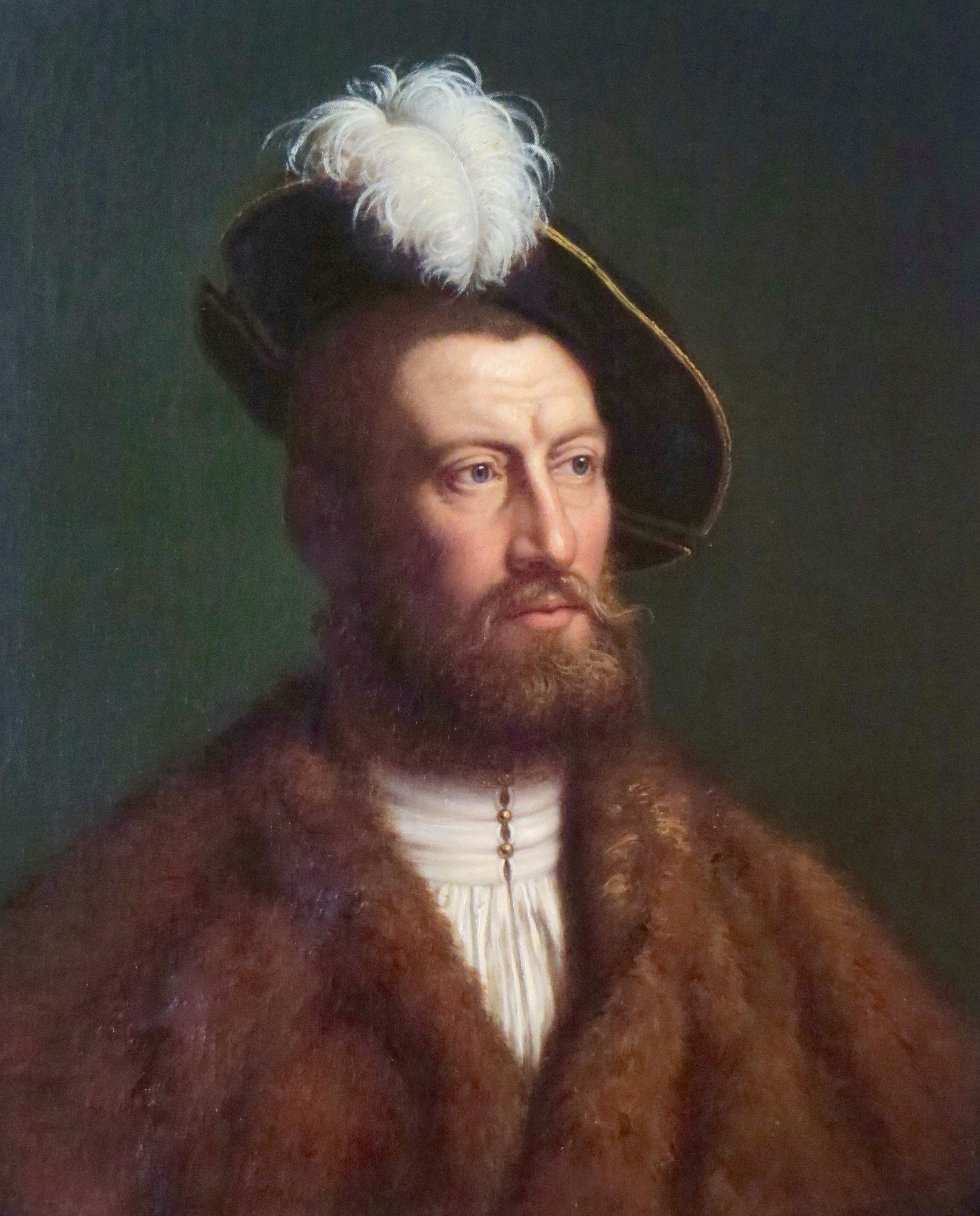
Cristiano III

Poco cambiò nei decenni che seguirono il trattato. Il consolidamento del potere in Islanda da parte della Norvegia fu lento, e l'Althing intendeva tenersi stretto il suo potere legislativo e giudiziario. Nonostante ciò, il potere passò gradualmente alle autorità ecclesiastiche, mentre i due vescovi islandesi di Skálholt e Hólar acquisivano terre alle spese dei vecchi capi tribù. 
Il possesso dell'Islanda passò alla Danimarca-Norvegia alla fine del XIV secolo, quando le due nazioni vennero unite.
Nel 1537 il re di Danimarca Cristiano III estese all'Islanda l'ordinanza con cui il Luteranesimo veniva introdotto come religione di Stato. L'ordinanza divenne però efficace nella diocesi di Skálholt dopo la cattura, nel 1541, del vescovo e nella diocesi di Hólar solo nel 1550, dopo che l'ultimo vescovo cattolico, Jón Arason, venne decapitato.
Nel 1615 alcuni balenieri baschi, ivi giunti per una spedizione di caccia, furono assassinati a seguito di conflitti con la popolazione della regione di Vestfirðir. Il massacro degli spagnoli (Spánverjavígin in islandese) del XVII secolo fu l'ultimo massacro documentato avvenuto nella storia del Paese.
Benché geograficamente separata dall'Europa, l'Islanda non fu mai isolata. I marinai di molte nazioni — forse tra essi anche Cristoforo Colombo — si recarono per i loro commerci nei porti islandesi durante tutto il medioevo e agli inizi dell'era moderna.

## XVIII, XIX e inizio del XX secolo
Nel 1783, in Islanda il vulcano Laki eruttò, emettendo 12,5 chilometri cubici di lava. Colate, ceneri e fumi spazzarono via 9.000 persone e l'80% del bestiame. La carestia che seguì uccise un quarto della popolazione islandese.
Quando la Norvegia e la Danimarca vennero separati in base al Trattato di Kiel del 1814, la Danimarca tenne l'Islanda come propria dipendenza.
Durante il XIX secolo il clima della nazione cambiò in peggio, provocando una migrazione di massa verso il Nuovo Mondo, in particolare nel Manitoba (Canada). Si ebbe comunque il rivitalizzarsi di una nuova coscienza nazionale in Islanda, ispirata dal romanticismo e dal nazionalismo europei del secolo precedente. Un movimento per l'indipendenza si sviluppò attorno a Jón Sigurðsson. L'Althing era rimasto per secoli un corpo giudiziario ma venne infine abolito nel 1800. Nel 1843 un nuovo organismo dallo stesso nome venne fondato come assemblea consultiva. Talvolta ne viene rivendicata la continuità con l'Alþingi del Commonwealth Islandese.
Nel 1874, mille anni dopo il primo insediamento riconosciuto, la Danimarca garantì all'Islanda il governo interno, che venne ulteriormente espanso nel 1904. La costituzione, scritta nel 1874, venne rivista nel 1903, e un ministro per gli affari islandesi, residente a Reykjavík, venne reso responsabile di fronte all'Alþingi. L'Atto di Unione, un accordo del 1º dicembre 1918 con la Danimarca, riconosceva l'Islanda come uno stato completamente sovrano (Regno d'Islanda), unito alla Danimarca sotto un re comune. L'Islanda stabilì una sua propria bandiera e chiese che la Danimarca curasse i suoi interessi in materia di affari esteri e difesa. L'Atto avrebbe potuto essere rivisto nel 1940 e poteva essere revocato tre anni dopo se un accordo non fosse stato raggiunto.

## Seconda Guerra Mondiale

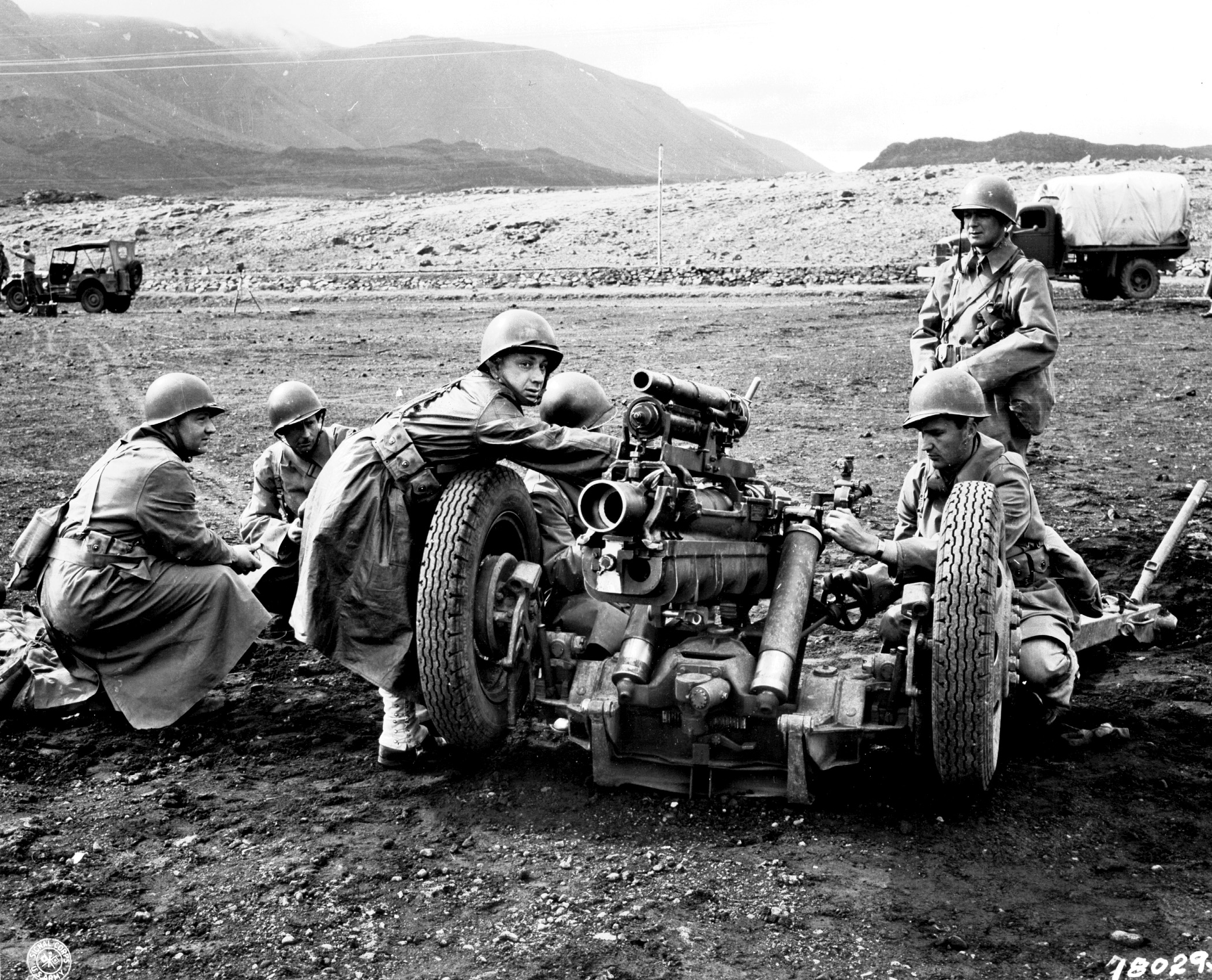
Addestramento dell'esercito americano in Islanda nel giugno 1943

L'occupazione tedesca della Danimarca, il 9 aprile 1940, interruppe le comunicazioni tra Islanda e Danimarca. Come conseguenza, il 10 aprile, il parlamento islandese scelse di prendere nelle sue mani il controllo degli affari esteri, eleggendo un governatore provvisorio, Sveinn Björnsson, che successivamente divenne il primo presidente della repubblica. Durante il primo anno della II guerra mondiale l'Islanda assunse una rigorosa posizione di neutralità, agendo contro le forze, sia britanniche che tedesche, che violavano le leggi della neutralità. Il 10 maggio 1940, forze militari britanniche entrarono nel porto di Reykjavík, dando il via all'invasione e occupazione dell'Islanda da parte delle forze alleate, che sarebbe durata per tutto il corso della guerra. Il governo emise una protesta, ma se le autorità pensarono mai di organizzare una difesa, ciò fu impossibile per il fatto che gran parte delle forze di polizia della nazione erano in un campo di addestramento a una certa distanza dalla capitale. Il giorno dell'invasione, il primo ministro Hermann Jónasson lesse un messaggio alla radio, dicendo agli islandesi di trattare gli stranieri come avrebbero trattato dei loro ospiti. Il governo adottò rapidamente una politica, simile a quella danese, di cooperazione con le forze occupanti.
All'apice della loro occupazione dell'Islanda, i britannici ebbero circa 25.000 uomini stazionati sull'isola, nell'area di Reykjavík e in altre strategicamente importanti. Nel luglio 1941, la responsabilità per la difesa dell'Islanda passò agli Stati Uniti, secondo un accordo USA-Islanda. I britannici necessitavano di tutte le forze che potevano raccogliere vicino a casa e quindi costrinsero l'Althing ad accettare una forza di occupazione statunitense. Questa volta la presenza militare fu di 40.000 uomini, superando così il numero di maschi adulti della popolazione islandese (che all'epoca ammontava a 120.000 abitanti).
A seguito di un plebiscito, l'Islanda divenne formalmente una repubblica indipendente il 17 giugno 1944. Poiché la Danimarca era ancora occupata dalla Germania nazista, molti danesi si sentirono offesi che il passo fosse stato intrapreso in quel momento. Nonostante ciò il re danese, Cristiano X, inviò un messaggio di congratulazioni al popolo islandese.

## L'Islanda del dopoguerra
L'Islanda prosperò nel corso della guerra, ammassando considerevoli riserve di valuta in banche estere. Il governo, guidato da una maggioranza tripartitica composta da conservatori (Partito dell'Indipendenza, Sjálfstæðisflokkurinn), socialdemocratici (Alþýðuflokkurinn) e socialisti (Sósíalistaflokkurinn), decise di impiegare i fondi in un generale rinnovamento della flotta di pescherecci, nella costruzione di impianti per la lavorazione del pesce, e in un generale ammodernamento dell'agricoltura. Queste azioni erano mirate a mantenere la qualità di vita degli islandesi alta quanto lo era stata durante i prosperi anni di guerra.
Le politiche fiscali del governo erano rigorosamente keynesiane, e il loro scopo era di creare l'infrastruttura necessaria, per una prospera nazione industrializzata. Venne considerato essenziale mantenere la disoccupazione ai minimi assoluti e proteggere le esportazioni, ovvero l'industria della pesca, tramite la manipolazione della valuta e altri mezzi. A causa della dipendenza della nazione da battute di pesca inaffidabili e dalla richiesta estera per i prodotti ittici, l'economia islandese rimase molto instabile fino agli anni 1990, quando l'economia nazionale venne molto diversificata.
Nell'ottobre 1946, il governo islandese e quello statunitense si accordarono per porre termine alla responsabilità degli USA sulla difesa dell'Islanda, ma gli Stati Uniti mantennero alcune responsabilità a Keflavík, come il diritto di ristabilirvi una presenza militare in caso di minaccia di guerra.
Tra controversie interne e rivolte davanti alla sede del parlamento, l'Islanda divenne un membro costituente della NATO il 30 marzo 1949, con la riserva che non avrebbe mai preso parte in azioni offensive contro un altro stato. Dopo lo scoppio delle ostilità in Corea nel 1950, e in conformità alle richieste delle autorità militari della NATO, gli USA e l'Althing concordarono che i primi potessero di nuovo assumersi la responsabilità per la difesa dell'Islanda. Questo accordo, firmato il 5 maggio 1951, concesse la controversa presenza militare statunitense in Islanda, che restò fino al 2006.
Lo sviluppo economico è stato accompagnato dalla creazione di uno stato sociale ispirato al modello scandinavo, che ha promosso l'innalzamento del tenore di vita e la regolamentazione delle disuguaglianze. Tuttavia, un'oligarchia è rimasta predominante: quattordici famiglie - un gruppo noto come "Octopus" - costituivano l'élite economica e politica del Paese. Hanno dominato tutti i settori dell'economia: importazioni, trasporti, banche, assicurazioni, pesca e rifornimento della base NATO. Politicamente, questa oligarchia ha governato sul Partito dell'Indipendenza (PI), che controllava i media. Ha anche stabilito le nomine di alti funzionari dell'amministrazione, della polizia e dell'esercito. Le parti dominanti (PI e Partito Progressista) gestiscono direttamente le banche pubbliche locali, rendendo impossibile ottenere prestiti senza l'accordo dell'apparatchik locale.

## La Terza guerra del merluzzo
Nel novembre del 1975, ebbe inizio la terza guerra del merluzzo tra Islanda e Regno Unito. Si trattò della terza volta in cui le due nazioni si scontravano sui diritti di pesca. La prima guerra del merluzzo si svolse nel 1958, quando i britannici non furono in grado di impedire all'Islanda di estendere i suoi limiti di pesca da 4 a 12 miglia nautiche dalla costa dell'Islanda. La seconda guerra del merluzzo (1972-1973), si ebbe quando l'Islanda estese i suoi limiti a 50 miglia. Questa terza disputa fu causata dalla decisione islandese di estendere la sua zona di controllo sulla pesca da 50 miglia a 200. Il Regno Unito non riconobbe l'autorità islandese su queste questioni e continuò a pescare all'interno dell'area contesa. Così l'Islanda dispiegò un totale di otto navi: sei vascelli della Guardia Costiera e due navi per la pesca a strascico di fabbricazione polacca, per far rispettare il controllo sui suoi diritti di pesca. In risposta, il Regno Unito dispiegò un totale di ventidue fregate, sette navi rifornimento, nove rimorchiatori e tre navi ausiliarie, per proteggere i suoi 40 pescherecci per la pesca a strascico. Anche se pochi colpi vennero esplosi durante i sette mesi del conflitto, diverse navi vennero speronate su ambo i lati, causando danni alle imbarcazioni e qualche ferito tra gli equipaggi.
L'Islanda ha poche risorse naturali, niente legname, niente carburanti, poco potenziale agricolo e nessuna risorsa mineraria. La sua economia dipende pesantemente dalla pesca per sopravvivere. "Il pesce e i prodotti ittici in una forma o nell'altra...hanno in media ammontato all'89,71% delle esportazioni totali islandesi in ogni anno del periodo 1881-1976."
La crisi si fece più seria quando l'Islanda minacciò di chiudere la base NATO di Keflavík, il che avrebbe, nella concezione militare dell'epoca, gravemente limitato l'abilità della NATO di difendere l'Oceano Atlantico dall'Unione Sovietica. Come risultato, il governo britannico accettò di tenere i suoi pescatori fuori dalle 200 miglia nautiche (370 km) della zona di esclusione islandese, senza uno specifico accordo.

## Fine del XX secolo e inizio del XXI

### Dal 1991 al 2007

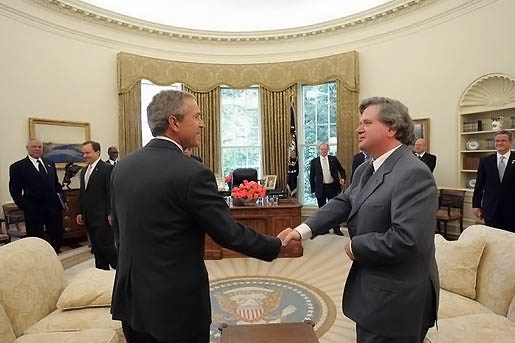
Il primo ministro islandese Davíð Oddsson assieme al presidente statunitense George W. Bush

Nel 1991, Davíð Oddsson, leader del Partito dell'Indipendenza, formò un governo di coalizione con il Partito Socialdemocratico. Questo governo mise in moto delle politiche di liberalizzazione del mercato, privatizzando diverse piccole e grandi imprese. Allo stesso tempo la stabilità economica aumentò e l'inflazione, in precedenza cronica, venne drasticamente ridotta. L'Islanda, già membro dell'EFTA, dal 1994 prese parte allo Spazio economico europeo, un'area di integrazione economica tra EFTA e UE.
Dopo una temporanea recessione nei primi anni 1990, la crescita economica è stata considerevole, circa il 4% annuo di media a partire dal 1994, portando l'Islanda fra le nazioni più benestanti del mondo secondo le statistiche dell'OCSE. Le disparità di reddito e di ricchezza si sono ampliate, aggravate da politiche fiscali sfavorevoli alla metà più povera della popolazione. L'Islanda fu la prima nazione a riconoscere la sovranità delle repubbliche baltiche di Lituania, Lettonia ed Estonia (nel 1991), oltre che del Montenegro (nel 2006). I governi degli anni 1990 e 2000 aderirono ad una controversa ma ferma politica estera filo-statunitense, dando supporto all'azione NATO nella Guerra del Kosovo e firmando come membro della Coalizione dei volenterosi durante l'invasione dell'Iraq nel 2003.
Nel 1995, Davíð Oddsson formò un governo di coalizione con il Partito Progressista. Questo governo proseguì con le politiche liberiste, privatizzando due banche commerciali e la Síminn di proprietà statale. Le tasse sul reddito delle aziende vennero ridotte al 18% (dal 50% circa dell'inizio del decennio), la tassa di successione venne enormemente ridotta e quella sul patrimonio netto venne abolita. Un sistema di quote individuali trasferibili delle aziende ittiche islandesi, introdotto inizialmente alla fine degli anni 1970, venne ulteriormente sviluppato. Il governo di coalizione rimase al potere anche dopo le elezioni del 1999 e del 2003. Nel 2004, Davíð Oddsson lasciò la carica di primo ministro dopo 13 anni, divenendo per un breve periodo ministro degli esteri, prima di lasciare completamente il governo nel 2005. Halldór Ásgrímsson, leader del Partito Progressista, prese il suo posto come primo ministro dal 2004 al 2006, seguito da Geir H. Haarde, successore di Davíð Oddsson alla guida del Partito dell'Indipendenza.
Nel marzo del 2006 gli USA annunciarono l'intenzione di ritirare gran parte della Icelandic Defence Force. Il 12 agosto 2006, gli ultimi quattro F-15 lasciarono lo spazio aereo islandese. Gli USA chiusero infine la loro base di Keflavík l'8 settembre del 2006.
L'Islanda è l'unico paese della NATO privo di una propria forza militare. Mantiene una forza di polizia dotata di alcune unità speciali, una guardia costiera con una piccola flotta di navi con armamento leggero e ha dispiegato squadroni di personale armato e con uniformi militari per azioni di peacekeeping in Bosnia e in Afghanistan.

### Crisi finanziaria e politica del 2008-2011
Segnali allarmanti si moltiplicano rapidamente. Il disavanzo delle partite correnti del Paese è passato dal 5 per cento del PIL nel 2003 al 20 per cento nel 2006, uno dei livelli più alti al mondo. All'inizio del 2006, Fitch ha declassato il rating dell'Islanda da "stabile" a "negativo". La Corona islandese ha perso parte del suo valore, in contrasto con il valore dei debiti delle banche, che sono aumentati. Il mercato azionario è crollato e i fallimenti sono aumentati, costringendo lo Stato a mobilitare le finanze pubbliche a vantaggio del settore privato. La Danske Bank di Copenaghen ha poi descritto l'Islanda come un'economia sul punto di esplodere.
Nel corso degli anni 2000, le principali banche dell'isola mantennero una politica di indebitamento, superando di parecchie volte il PIL complessivo islandese; impossibilitati a rifinanziare il proprio debito a corta scadenza in seguito alla crisi dei subprime, gli istituti finanziari collassarono ed il loro fallimento fu impedito solo grazie all'intervento statale, che si fece carico del loro debito nazionalizzandoli. Nel settembre 2008 venne nazionalizzata la più importante banca dell'Islanda, la Glitnir Bank. La moneta crollò e la Borsa sospese tutte le attività: il paese venne dichiarato in bancarotta.
La corona islandese, che nel 2007 era stata definita dall'Economist come la moneta più sopravvalutata del mondo, subì una pesante spinta inflazionistica (37% in un anno) con gravi conseguenze per i cittadini islandesi. Sul mercato dei cambi, fra gennaio e ottobre 2008 la corona perse il 50% del proprio valore.
Nel gennaio 2009 le proteste dei cittadini di fronte al Parlamento provocano le dimissioni del Primo Ministro Geir Haarde e di tutto il governo, costringendo il paese alle elezioni anticipate. Haarde fu succeduto da Jóhanna Sigurðardóttir, a capo di un governo di coalizione tra Alleanza Socialdemocratica e Sinistra - Movimento Verde. Jóhanna Sigurðardóttir è la prima persona apertamente omosessuale a guidare un paese europeo. La situazione economica resta precaria.
L'opinione pubblica islandese era sempre stata scettica circa l'adesione dell'isola all'Euro e all'Unione europea, ma in seguito alla crisi economica molte posizioni si sono ribaltate, e l'Islanda iniziò le trattative per entrare nell'UE.
Il Parlamento propose nel 2009 una legge che prevedeva il risanamento del debito nei confronti di Gran Bretagna e Paesi Bassi, attraverso il pagamento di 3,5 miliardi di euro che sarebbe gravato su ogni famiglia islandese, mensilmente, per la durata di 15 anni e con un tasso di interesse del 5,5%. Nel 2010, i cittadini ritornarono ad occupare le piazze, chiedendo di sottoporre a referendum il piano di ripianamento del debito.
Nel febbraio 2011 il presidente Olafur Grimsson pose il veto alla ratifica della legge e annunciò il referendum consultivo popolare. Le votazioni si tennero a marzo ed i "no" al pagamento del debito raccolsero il 93% dei voti. Nel frattempo, il governo Sigurðardóttir dispose le inchieste per determinare giuridicamente le responsabilità civili e penali della crisi. Vennero emessi i primi mandati di arresto per diversi banchieri e membri dell'esecutivo. L'Interpol si incaricò di ricercare e catturare i condannati: tutti i banchieri implicati abbandonarono l'Islanda. In questo contesto di crisi, fu eletta un'Assemblea per redigere una nuova Costituzione che potesse incorporare le lezioni apprese durante la crisi e che sostituisse la vigente Costituzione, basata sul modello di quella danese. Per lo scopo, vennero eletti 25 cittadini, liberi da affiliazione politica, tra i 522 che si presentarono alle votazioni. Gli unici due vincoli per la candidatura, a parte quello di essere liberi dalla tessera di qualsiasi partito, erano quelli di essere maggiorenni e di disporre delle firme di almeno 30 sostenitori. La nuova Assemblea Costituzionale iniziò il suo lavoro in febbraio e presentò un progetto chiamato Magna Carta nel quale confluirono la maggior parte delle “linee guida” prodotte in modo consensuale nel corso delle diverse assemblee popolari che avevano avuto luogo in tutto il Paese. Il voto popolare approvò con un referendum non vincolante nel 2012 la nuova costituzione, la quale però non ricevette l'approvazione del Parlamento.
Nell'aprile del 2010 il vulcano Eyjafjallajökull, situato nella parte meridionale dell'isola, eruttò una grande nube di cenere che paralizzò il traffico aereo europeo per un paio di settimane.